# قصص العجائب

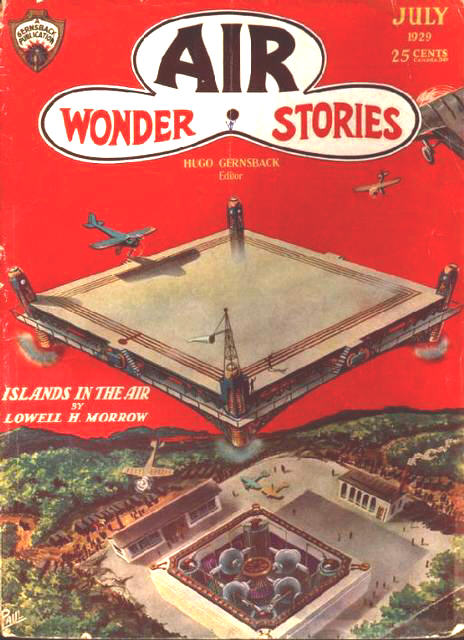
الإصدار الاول لقصص عجائب الجو، يوليو 1929. الغلاف بواسطة فرانك باول

قصص العجائب هي مجلة خيال علمي أمريكية قديمة تم إصدارها تحت العديد من المُسميات من عام 1929 إلي 1955. أنشائها هوغو جيرنزباك عام 1929 بعد أن فقد سيطرته على مجلته الأولي للخيال العلمي، وهي قصص مذهلة، عندما تعرضت شركته الإعلامية المجرب للنشر للإفلاس. وخلال شهور قليلة من الإفلاس، أصدر جيرنسباك ثلاث مجلات جديدة: قصص عجائب الجو، وقصص عجائب العلوم، وعجائب العلوم الفصلية (تصدر كل 3 شهور).
في عام 1930 اندمجت قصص عجائب الجو وقصص عجائب العلوم ليصبحوا قصص العجائب، وبدأ إصدار المجلة الفصلية بمُسمي جديد وهو قصص العجائب الفصلية. لم تحقق المجلات نجاحًا ماديًا، فباعها جيرنسباك عام 1936 إلي نيد بينس في منشورات المنارة، حيث تم إعادة تسميتها وأصبحت قصص العجائب المثيرة، واستمرت ما يقارب 20 عامًا. تم إصدار آخر نسخة في شتاء 1955، واندمج العنوان مع قصص مذهلة، مجلات أخرى للخيال العلمي لبينس. واستمرت القصص المذهلة إلي نهاية عام 1955 قبل الخصوع لتراجع صناعة مجلات اللب.
كان ديفد ليسسير هو مُحرر جيرنسباك، الذي عَمل بِجد لتحسين جودة الخيال، واستكمل مسيرته تشارلز هورنج في منتصف 1933.نشر كل من ليسير و هورنج أعمال خيالية لاقت تقبل جيد من الجمهور،مثل القصة القصيرة «أوديسة المريخ» لكاتبها ستانلي وينبيم، وكان نجاح و تأثير هورنج في اطار نجاح قصص أستدويندينج و التي أصبحت فيما بعد المجلة الرائدة في مجال الخيال العلمي.